# Camp David
Naval Support Facility Thurmont, popularment conegut com a Camp David, és un campament militar de muntanya situat al comtat de Frederick a Maryland als Estats Units. Es fa servir com a residència de camp i com a protecció en cas d'alarma del President dels Estats Units i els seus convidats
originalment com a Hi-Catoctin, Camp David estava construït en un principi com un campament pels agents del govern federal i les seves famílies i va obrir el 1938. El 1942 es va convertir en residència temporal del president Franklin D. Roosevelt i se li va donar el nom de U.S.S. Shangri-La. Camp David rebé aquest nom de Dwight Eisenhower, que el va posar en nom del seu fill David.
El campament està molt aïllat i tranquil, el recinte es compon de petites edificacions amagades entre el bosc i que només estan connectades per viaranys. Tan sols hi ha una carretera que divideix el campament en dues parts: en una d'elles hi viuen, mengen i s'entrenen els marines i el personal naval, mentre que l'altra banda està dedicada a allotjaments pel President i els seus convidats.
Camp David és una instal·lació del United States Navy i es considera un dels llocs de més alta seguretat del món. Tots els Presidents dels Estats Units des de Franklin Roosevelt n'han fet ús i s'hi va allotjar Sir Winston Churchill el maig de 1943. Amb Jimmy Carter s'hi van preparar els acords de Pau de Camp David de 1978 entre Egipte i Israel.